# Открытый чемпионат Швейцарии по теннису среди женщин
Открытый чемпионат Швейцарии по теннису среди женщин (англ. WTA Swiss Open) — женский профессиональный международный теннисный турнир, проходящий в июле в Лозанне (Швейцария) на открытых грунтовых кортах. Возобновлен с 2016 года и относится к WTA 250 с призовым фондом около 260 тысяч долларов и турнирной сеткой, рассчитанной на 32 участницы в одиночном разряде и 16 пар. До этого турнир проходил также под эгидой WTA в различных городах Швейцарии с 1969 по 2001 год.

## Общая информация
Женский грунтовый чемпионат Швейцарии в рамках протура имеет большую историю: впервые в данном статусе приз прошёл летом 1969 года в Гштаде, в связке с аналогичным мужским соревнованием. Постепенно турниры были разведены по срокам, а женский приз, имевший меньшую популярность чем мужской, время от времени брал паузы в проведении.
В 1981 году чемпионат переезжает в Лугано, став частью весенней серии. Данное решение позволило поднять престиж турнира, но негативно сказалось на условиях проведения — в 1983 году организаторы бьыли вынуждены отменить свой турнир после матчей третьего круга, сославшись на невозможность доиграть соревнование в заранее установленные жёсткие сроки из-за постоянно идущих в районе теннисного клуба дождей.
В 1986 году швейцарский приз на несколько лет получил права на использование названия Открытый чемпионат Европы, а год спустя переехал в Женеву.
В 1992 году последовал новый переезд — на этот раз в Люцерн, где на третий год проведения чемпионат вновь настигли проливные дожди, не позволившие на этот раз доиграть только парный турнир. Очередная погодная неудача лишила турнир ряда спонсоров, из-за чего турнир на некоторое время прекратил своё существование, вернувшись в календарь в следующий раз лишь в 2001 году, когда единожды чемпионат Швейцарии принял Базель.
Турнир был возобновлён в 2016 году и проводился в течение 3 сезонов в городе Гштад. С 2019 года турнир по решению владельца лицензии переедет в Лозанну.

### Победители и финалисты
Рекордсменкой одиночного приза по числу участий в финальном матче является болгарка Мануэла Малеева, шесть раз участвовавшая в решающей игре и выигравшая три титула. Также три победы в швейцарском турнире на счету американки Крис Эверт.
Парный турнир также имел множество многократных победительниц, но трёх титулов добилась лишь одна теннисистка — швейцарка Кристиан Жолиссен выиграла все три своих финальных матча. Два титула в трёх титульных матчах на счету американки Бетси Нагельсен.

## Финалы турнира
| Год     | Чемпионка                                                              | Финалистка                                                             | Счёт                                                                   |
| ------- | ---------------------------------------------------------------------- | ---------------------------------------------------------------------- | ---------------------------------------------------------------------- |
| Лозанна |                                                                        |                                                                        |                                                                        |
| 2023    | Элизабетта Коччиаретто                                                 | Клара Бюрель                                                           | 7-5 4-6 6-4                                                            |
| 2022    | Петра Мартич                                                           | Ольга Данилович                                                        | 6-4 6-2                                                                |
| 2021    | Тамара Зиданшек                                                        | Клара Бюрель                                                           | 4-6 7-6(5) 6-1                                                         |
| 2020    | Отменён из-за пандемии коронавирусной инфекции                         | Отменён из-за пандемии коронавирусной инфекции                         | Отменён из-за пандемии коронавирусной инфекции                         |
| 2019    | Фиона Ферро                                                            | Ализе Корне                                                            | 6-1 2-6 6-1                                                            |
| Гштад   |                                                                        |                                                                        |                                                                        |
| 2018    | Ализе Корне                                                            | Мэнди Минелла                                                          | 6-4 7-6(6)                                                             |
| 2017    | Кики Бертенс                                                           | Анетт Контавейт                                                        | 6-4 3-6 6-1                                                            |
| 2016    | Виктория Голубич                                                       | Кики Бертенс                                                           | 4-6 6-3 6-4                                                            |
| Базель  |                                                                        |                                                                        |                                                                        |
| 2001    | Адриана Герши                                                          | Мари-Гаянэ Микаэлян                                                    | 6-4 6-1                                                                |
| Люцерн  |                                                                        |                                                                        |                                                                        |
| 1994    | Линдсей Дэвенпорт (2)                                                  | Лиза Реймонд                                                           | 7-6(3) 6-4                                                             |
| 1993    | Линдсей Дэвенпорт                                                      | Николь Провис                                                          | 6-1 4-6 6-2                                                            |
| 1992    | Эми Фразье                                                             | Радка Зрубакова                                                        | 6-4 4-6 7-5                                                            |
| Женева  |                                                                        |                                                                        |                                                                        |
| 1991    | Мануэла Малеева-Франьер (3)                                            | Хелен Келеси                                                           | 6-3 3-6 6-3                                                            |
| 1990    | Барбара Паулюс (2)                                                     | Хелен Келеси                                                           | 2-6 7-5 7-6(3)                                                         |
| 1989    | Мануэла Малеева-Франьер (2)                                            | Кончита Мартинес                                                       | 6-4 6-0                                                                |
| 1988    | Барбара Паулюс                                                         | Лори Макнил                                                            | 6-4 5-7 6-1                                                            |
| 1987    | Крис Эверт (3)                                                         | Мануэла Малеева                                                        | 6-3 4-6 6-2                                                            |
| Лугано  |                                                                        |                                                                        |                                                                        |
| 1986    | Раффаэлла Реджи                                                        | Мануэла Малеева                                                        | 5-7 6-3 7-6(6)                                                         |
| 1985    | Бонни Гадусек                                                          | Мануэла Малеева                                                        | 6-2 6-2                                                                |
| 1984    | Мануэла Малеева                                                        | Ива Бударжова                                                          | 6-1 6-1                                                                |
| 1983    | турнир остановлен после матчей третьего раунда из-за погодных условий. | турнир остановлен после матчей третьего раунда из-за погодных условий. | турнир остановлен после матчей третьего раунда из-за погодных условий. |
| 1982    | Крис Эверт (2)                                                         | Андреа Темешвари                                                       | 6-0 6-3                                                                |
| 1981    | Крис Эверт                                                             | Вирджиния Рузичи                                                       | 6-1 6-1                                                                |
| Гштад   |                                                                        |                                                                        |                                                                        |
| 1978    | Вирджиния Рузичи                                                       | Петра Делхис                                                           | 6-2 6-2                                                                |
| 1977    | Лесли Хант                                                             | Хелен Гурлей                                                           | 4-6 7-5 6-1                                                            |
| 1976    | Мишель Гурдал                                                          | Гел Шерифф                                                             | 4-6 6-2 6-3                                                            |
| 1975    | Глинис Коулз                                                           | Линки Босхофф                                                          | 9-7 2-6 8-6                                                            |
| 1974    | Хельга Шультце                                                         | Леа Периколи                                                           | 4-6 6-4 6-3                                                            |
| 1972    | Кадзуко Савамацу                                                       | Пэм Тигуарден                                                          | 6-3 4-6 6-2                                                            |
| 1971    | Франсуаза Дюрр (2)                                                     | Лесли Хант                                                             | 6-3 6-3                                                                |
| 1970    | Розмари Касальс                                                        | Франсуаза Дюрр                                                         | 6-2 5-7 6-2                                                            |
| 1969    | Франсуаза Дюрр                                                         | Розмари Касальс                                                        | 6-4 4-6 6-2                                                            |

| Год     | Чемпионки                                                                   | Финалистки                                                                  | Счёт                                                                        |
| ------- | --------------------------------------------------------------------------- | --------------------------------------------------------------------------- | --------------------------------------------------------------------------- |
| Лозанна |                                                                             |                                                                             |                                                                             |
| 2023    | Анна Бондарь Диана Парри                                                    | Амина Аншба Анастасия Децюк                                                 | 6-2 6-1                                                                     |
| 2022    | Ольга Данилович Кристина Младенович                                         | Тамара Зиданшек Ульрикке Эйкери                                             | Без игры                                                                    |
| 2021    | Сузан Бандекки Симона Вальтерт                                              | Валентини Грамматикопулу Ульрикке Эйкери                                    | 6-3 6-7(3) [10-5]                                                           |
| 2020    | Отменён из-за пандемии коронавирусной инфекции                              | Отменён из-за пандемии коронавирусной инфекции                              | Отменён из-за пандемии коронавирусной инфекции                              |
| 2019    | Анастасия Потапова Яна Сизикова                                             | Моника Адамчак Хань Синьюнь                                                 | 6-2 6-4                                                                     |
| Гштад   |                                                                             |                                                                             |                                                                             |
| 2018    | Алекса Гуарачи Дезире Кравчик                                               | Лара Арруабаррена Тимея Бачински                                            | 4-6 6-4 [10-6]                                                              |
| 2017    | Кики Бертенс Юханна Ларссон                                                 | Виктория Голубич Нина Стоянович                                             | 7-6(4) 4-6 [10-7]                                                           |
| 2016    | Лара Арруабаррена Ксения Кнолль                                             | Анника Бек Евгения Родина                                                   | 6-1 3-6 [10-8]                                                              |
| Базель  |                                                                             |                                                                             |                                                                             |
| 2001    | Мария Хосе Мартинес Санчес Анабель Медина Гарригес                          | Йоанетта Крюгер Марта Марреро                                               | 7-6(5) 6-2                                                                  |
| Люцерн  |                                                                             |                                                                             |                                                                             |
| 1994    | турнир остановлен во время четвертьфинальных матчей из-за погодных условий. | турнир остановлен во время четвертьфинальных матчей из-за погодных условий. | турнир остановлен во время четвертьфинальных матчей из-за погодных условий. |
| 1993    | Хелена Сукова (2) Мэри-Джо Фернандес                                        | Мариэнн Вердель Линдсей Дэвенпорт                                           | 6-2 6-4                                                                     |
| 1992    | Элна Рейнах Эми Фразье                                                      | Мариэнн Вердель Карина Габшудова                                            | 7-5 6-2                                                                     |
| Женева  |                                                                             |                                                                             |                                                                             |
| 1991    | Николь Брадтке Элизабет Смайли (2)                                          | Кати Каверцазио Мануэла Малеева-Франьер                                     | 6-1 6-2                                                                     |
| 1990    | Диэнн ван Ренсбург (2) Луиза Филд                                           | Элиза Бёрджин Бетси Нагельсен                                               | 5-7 7-6(2) 7-5                                                              |
| 1989    | Катрина Адамс Лори Макнил                                                   | Наталья Зверева Лариса Савченко-Нейланд                                     | 2-6 6-3 6-4                                                                 |
| 1988    | Диэнн ван Ренсбург Кристиан Жолиссен (3)                                    | Мария Линдстрём Клаудиа Порвик                                              | 6-1 6-3                                                                     |
| 1987    | Бетси Нагельсен (2) Элизабет Смайли                                         | Лаура Гильдемайстер Катрин Танвье                                           | 4-6 6-4 6-3                                                                 |
| Лугано  |                                                                             |                                                                             |                                                                             |
| 1986    | Элиза Бёрджин Бетси Нагельсен                                               | Дженни Бирн Джанин Томпсон                                                  | 6-2 6-3                                                                     |
| 1985    | Бонни Гадусек Хелена Сукова                                                 | Беттина Бунге Ева Пфафф                                                     | 6-2 6-4                                                                     |
| 1984    | Кристиан Жолиссен (2) Маркелла Мескер (2)                                   | Ива Бударжова Марцелла Скугерская                                           | 6-4 6-3                                                                     |
| 1983    | Кристиан Жолиссен Маркелла Мескер                                           | Петра Делхис Пат Медраду                                                    | 6-2 3-6 7-5                                                                 |
| 1982    | Кэнди Рейнольдс Пола Смит                                                   | Джоанна Расселл Вирджиния Рузичи                                            | 6-2 6-4                                                                     |
| 1981    | Розалин Фейрбенк Таня Харфорд                                               | Кэнди Рейнольдс Пола Смит                                                   | 2-6 6-1 6-4                                                                 |
| Гштад   |                                                                             |                                                                             |                                                                             |
| 1977    | Хелен Гурлей Райни Фокс                                                     | Мэри Карильо Лесли Хант                                                     | 6-0 6-4                                                                     |
| 1976    | Бетси Нагельсен Венди Тёрнбулл                                              | Анетта ван Зиль Бриджитта Кейперс                                           | 6-4 6-4                                                                     |
| 1974    | Леа Периколи Хельга Шультце                                                 | Мишель Родригес Каёка Фукуока                                               | 6-2 6-0                                                                     |
| 1971    | Бренда Кирк Лаура Рассув                                                    | Франсуаза Дюрр Леа Периколи                                                 | 8-6 6-3                                                                     |